# Louisenhof (Ksp. Tharau, Kreis Preußisch Eylau)
Louisenhof war ein Ort in der russischen Oblast Kaliningrad (Gebiet Königsberg (Preußen)). Die Ortsstelle gehört heute zum Munizipalkreis Rajon Bagrationowsk (Stadtkreis Preußisch Eylau).

## Geographische Lage
Die Ortsstelle Louisenhofs liegt südlich des Frisching (russisch Prochladnaja) im südlichen Westen der Oblast Kaliningrad, 19 Kilometer nördlich der einstigen Kreis- und heutigen Rajonshauptstadt Preußisch Eylau (russisch Bagrationowsk).

## Geschichte
Louisenhof war einst ein Vorwerk zum Gut Tharau (russisch Wladimirowo) im ostpreußischen Kreis Preußisch Eylau Bis 1945 war Louisenhof ein Wohnplatz zu Tharau und zählte 1910 51 Einwohner.
Als 1945 das gesamte nördliche Ostpreußen in Kriegsfolge an die Sowjetunion abgetreten wurde, war auch Louisenhof davon betroffen. Doch scheint der Ort, für den ein russischer Name nicht bekannt ist, ist wieder besiedelt worden zu sein. Er wurde offiziell auch nicht mehr erwähnt und gilt heute als untergegangen. Seine Ortsstelle gehört jetzt zum Rajon Bagrationowsk in der russischen Oblast Kaliningrad.

## Religion
Louisenhof war bis 1945 in das evangelische Kirchspiel Tharau (russisch Wladimirowo) in der Kirchenprovinz Ostpreußen der Kirche der Altpreußischen Union eingepfarrt.

## Verkehr
Die Ortsstelle von Louisenhof ist über eine Landwegverbindung von Wladimirowo aus zu erreichen.